# Eudes de Deuil
Eudes de Deuil (également appelé Odon de Deuil), né vers 1110 à Deuil et mort le 8 avril 1162, est un moine bénédictin français, abbé de Saint-Denis en 1151, chroniqueur d'une chronique en latin consacrée à la seconde croisade.

## Biographie
D’origine modeste, il devient le confident de l'abbé Suger, personnage important du royaume, abbé de Saint-Denis, conseiller des rois Louis VI le Gros et Louis VII, et régent pendant l'absence de ce dernier lors la deuxième croisade. C’est Suger qui impose Eudes en tant que secrétaire et chapelain du roi de France.
Ce poste prestigieux l'amène à entrer dans la suite du roi, et à participer à la seconde croisade en 1147. C'est ainsi qu'il rédige une chronique, intitulée L'expédition de Louis VII en Orient (en latin : De profectione Ludovici VII in orientem), chronique permettant d'appréhender les difficultés rencontrées lors de cette croisade (relations avec Grecs, courants divergents à la tête de l'État, etc.). Cette chronique s’arrête lors de l’arrivée de la croisade à Antioche.
Une fois rentré de la croisade, il est abbé de Saint-Corneille de Compiègne (septembre 1150), puis de Saint-Denis à la mort de son ancien maître Suger le 13 janvier 1151.
À peine élu, il fait face à une cabale, certains moines l’ayant dénoncé en cour de Rome comme coupable de malversations – les finances de l’abbaye étant alors obérées par les préparatifs de la croisade - et même du crime d’homicide, mais, soutenu notamment par trois lettres de 
saint Bernard, il se justifie facilement auprès du pape Anastase et rentre blanchi et fêté à Saint-Denis où il rétablit bientôt la concorde entre ses religieux et pardonne à ses ennemis.
Il exerce sa charge jusqu'à sa mort en 1162.